# Bärbel Wöckel
Bärbel Wöckel z domu Eckert (ur. 21 marca 1955 w Lipsku) – wschodnioniemiecka lekkoatletka, sprinterka.

## Sukcesy sportowe
Czterokrotna mistrzyni olimpijska w biegu na 200 metrów i w sztafecie 4 × 100 m (1976, 1980). Trzykrotna mistrzyni Europy (1974 – 4 × 100 m; 1982 – 200 m i 4 × 100 m), wicemistrzyni Europy (1982 – 100 m). Pięciokrotna rekordzistka świata w sztafecie 4 × 100 m (do 41,60 w 1980). Czterokrotna mistrzyni NRD w biegu na 200 metrów (1976, 1977, 1980, 1981).

## Rekordy życiowe
- bieg na 100 metrów – 10,95 – Drezno 01/07/1982
- bieg na 200 metrów – 21,85 – Poczdam 21/07/1984
- bieg na 400 metrów – 49,56 – Erfurt 30/05/1982